# Bill Hayes
William Ernest "Bill" Hayes (ur. 20 kwietnia 1881, zm. 2 sierpnia 1972) – brytyjski zapaśnik walczący w stylu klasycznym. Olimpijczyk z Sztokholmu 1912, gdzie zajął 29. miejsce w wadze lekkiej.

## Letnie Igrzyska Olimpijskie 1912
| Konkurencja            | Rundy eliminacyjne   | Rundy eliminacyjne    | Klas. końcowa |
| Konkurencja            | Przeciwnik I         | Przeciwnik II         | Miejsce       |
| ---------------------- | -------------------- | --------------------- | ------------- |
| 67,5 kg styl klasyczny | Oskar Kaplur (FIN) P | Ville Pukkila (FIN) P | 29.           |